# ارتداد در اسلام

مجازات ارتداد در کشورهای مختلف

ارتداد در اسلام (به عربی: ردة یا ارتداد) عموماً به عنوان ترک آگاهانه اسلام در گفتار یا از طریق کردار تعریف شده‌است. ارتداد شامل اقدام به تغییر دین، یا نپذیرفتن معتقدات مذهبی به جهت بی‌دین بودن، توسط شخصی که در خانواده‌ای مسلمان به دنیا آمده‌است یا کسی که سابقاً اسلام را پذیرفته‌است می‌شود. تعریف ارتداد در اسلام، و این که آیا و چه‌طور باید مورد مجازات قرار گرفته شود، موضوعات محل مناقشه هستند و علمای اسلامی در آراء خود درباب این سوالات اختلاف نظر دارند.
بنابر تعالیم شرعی کلاسیک، ارتداد در اسلام نه تنها شامل دست‌کشیدنی صریح از کیش اسلامی می‌گردد (چه برای دینی دیگر چه برای بی‌دینی)، بلکه همچنین شامل هر کردار یا بیانی که حاکی از عدم اعتقاد باشد نیز می‌شود، برای مثال این که فردی، مرام یا اصلی اساسی از اسلام را انکار کند. فقهای اسلامی برای محقق‌کردن بی‌اعتقادی، قواعد کلی‌ای تدوین نکردند، در عوض فهرست‌هایی گاهی پر طول و دراز از اظهارات و اقداماتی که از دید آن‌ها حاکی از ارتداد بوده‌است را جمع‌آوری کردند. ارتداد، مشتمل بر افرادی که تحت شرایط فشار مجبور به پذیرش اسلام شده‌اند، یا اقداماتی بر ضد اسلام یا موردی از تغییر دین که غیرارادی باشد، و به عنوان پنهان‌کاری در طول جنگ یا از روی ترس از آزار و اذیت، اجبار یا انجام شده باشد، نمی‌شود (تقیه را ببینید).
تا قرن ۱۹ میلادی، اکثریت کلان فقهای سنی و شیعه بر این نظر بودند که برای مردان بالغ، ارتداد از اسلام یک جرم و همچنین یک گناه، و اقدامی خیانت‌بار است که با اعدام قابل مجازات است، معمولاً پس از دوره‌ای از انتظار به منظور آن که برای شخص مرتد، فرصت توبه و بازگشت دوباره به اسلام جایز شود. آن نوع از ارتداد که فقها به‌طور کلی آن را قابل مجازات می‌دانند، از نوعی سیاسی بوده‌است، اگرچه اختلاف آراء شرعی قابل توجهی دربارهٔ این امر وجود داشته‌است. وائل حلاق اظهار می‌کند که «[در] فرهنگی که رکن اصلی آن دین، اصول دینی و اخلاقیات دینی است، ارتداد یک‌طورهایی هم‌ارز خیانت بزرگ [یا خیانت علیه حکومت] در ملت‌کشور [یا کشور یک ملیتی] مدرن می‌باشد.» فقهای اسلامی اولیه، اصول و مبادی شرعی‌ای را به منظور دور زدن این مجازات خشن توسعه دادند، و معیارهای چنان بالایی را برای ارتداد از اسلام تنظیم کردند که عملاً پیش از سده ۱۱ میلادی هیچ حکم ارتدادی نمی‌توانست داده شود. در هر حال، فقهای بعدی سطح توقع را به منظور اعمال کیفر مرگ پایین آوردند، که این به قضات اجازه می‌دهد قانون ارتداد را به طرق مختلف تفسیر کنند، که گاهی بامدارا و گاهی به سفتی و سختی این‌چنین کردند. در اواخر قرن ۱۹ میلادی استفاده از کیفرهای مرتبط با دادرسی جنایی برای ارتداد از گردونه استفاده خارج شد، اگرچه کیفرهای مدنی همچنان اعمال می‌شدند.
بنا به گفته عبدالرشید عمر، غالب فقهای اسلامی امروزی به در نظر گرفتن ارتداد به عنوان جرمی که سزاوار کیفر مرگ است همچنان ادامه می‌دهند. برخی در اسلام ارتداد را شکلی از جرم دینی در نظر می‌گیرند، اگرچه باقی این‌طور نمی‌دانند. دیگران استدلال می‌کنند که کیفر مرگ، مجازاتی ناشایسته است، با فرمان‌های کتبی قرآنی، همچون «هیچ اکراهی در دین نیست» یا آیات ۲۱–۲۲ سوره غاشیه ناسازگار است؛ و/یا این که این قانونی بشرساخته است که در جامعه اسلامی اولیه، برای این که چیزی معادلِ فرار یا خیانت را جلوگیری و مجازات کند وضع گردید، و فقط هنگامی اعمال این قانون درست است که ارتداد به مکانیسم اغتشاش و نافرمانی عمومی تبدیل گردد (فتنه را ببینید). بنا به گفته خالد أبو الفضل، مسلمانان میانه‌رو باور ندارند که ارتداد نیازمند مجازات است. منتقدان استدلال می‌کنند که کیفر مرگ یا مجازاتی دیگر برای ارتداد در اسلام، نقض حقوق بشر جهانی، و مسئله آزادی دین و وجدان می‌باشد.
تا تاریخ ۲۰۱۴ میلادی، قوانین تجویزشده در کشورهای گوناگون اکثریت-مسلمان برای احکام و فتاوای مرتد، از اعدام گرفته تا یک مدت حبس و تا هیچ مجازاتی می‌باشد. دادگاه‌های احکام اسلام در برخی از کشورها، از مجموعه قوانین مدنی برای باطل‌سازی ازدواج مرتد و منع حقوق حضانت فرزند و همچنین حقوق ارث‌بری استفاده می‌کنند. از ۱۹۸۵ تا ۲۰۰۶ میلادی، سه دولت، چهار فرد را برای ارتداد از اسلام اعدام کردند: «یکی در سودان در ۱۹۸۵؛ دو تا در ایران، در ۱۹۸۹ و ۱۹۹۸؛ و یکی در عربستان سعودی در ۱۹۹۲.» علاوه بر این تا تاریخ ۲۰۱۳ میلادی، بیست و سه کشور اکثریت مسلمان، ارتداد از اسلام را از طریق حقوق کیفری خود تحت پوشش قرار داده‌اند. قانون اساسی ۲۰۱۴ میلادی تونس، بر پایه اتهامات ارتداد، محافظت در برابر حملات را قید و معین می‌کند. در نظرسنجی مرکز تحقیقات پیو، حمایت عمومی برای مجازات مرگ برای ارتداد در میان مسلمانان از ۷۸٪ در افغانستان گرفته تا کم‌تر از ۱٪ در قزاقستان را در بر می‌گیرد.

## مفهوم ارتداد
اصطلاح عربی (رده، ارتداد) در قرآن به کار نرفته است، ولی وعده ترسناکی در آخرت برای کسانی که «بر می گردند» یا «انکار می کنند» (یَرتَدو؛ 2:217؛ 5:54) و «کسانی که کافر می شوند بعد از آنکه ایمان آوردند»(3:81؛5:61؛9:66؛4:137؛16:106) وعده داده شده است. احادیث مجازات ارتداد در اسلام را گردن زدن، سوزاندن، به صلیب کشیدن یا تبعید شدن معرفی می کنند. برخی روایات سنتی اجازه می دهند تا شخص مرتد، توبه کند. قوانین شرعی اسلامی موافق جریمه اعدام (به طور سنتی توسط شمشیر) برای مرتد مذکر که داوطلبانه اسلام را انکار می کند، هستند. علاوه بر این، ارتداد مشمول جرائمی است که قانون‌شکنی (حد، جمع آن حدود) محسوب می شود. برخی از مکتب های اسلامی اجازه می دهند تا مرتدان مونث را به جای اعدام، زندانی کنند. مکتب درباره این سؤال که آیا مرتدین اجازه، تشویق یا مجاز به انکار هستند، همان طور که درباره وضعیت دارایی مرتد بعد از مرگ یا تبعید آن چه می شود، نظر مختلفی دارند، ولی همگی متفق القول هستند که ازدواج فرد مرتد را باید باطل کرد. بر پایه منع قرآنی اجباری اعتقاد به دین (2:257)، خیلی از متفکران جدید قانون مجازات اعدام را برای ارتداد را به چالش کشیدند و امروزه کمتر از این قانون استناد می شود.
مشاجره دربارهٔ معنی مسلمان و مؤمن یکی از موضوع‌هایی است که منجر به اولین جنگ داخلی (۳۵–۴۰ ه‍.ق/۶۵۶–۶۶۱ م) شد. یک گروه (خوارج) ادعا کردند که گناه کبیره منجر به کفر می‌شود. یک گروه افراطی خوارج، گناهکارانی که گناه‌های کبیره انجام می‌دادند را کافر شمرده و قتل خلیفه عثمان (حک: ۲۳–۳۵ ه‍.ق/۶۴۴–۶۵۶ م) را مشروع دانستند. باقی نوشته‌های خوارج بین کافر و مرتد، هیچ ارتباطی برقرار نمی‌کنند، ولی گناهکاران کبیره را هرگز مسلمان نشمرده و آنها را محروم از حمایت جامعه می‌دانند.
از نظر لوئیس کوزر، ارتداد این نیست که شخص مرتد فقط دچار یک تغییر اساسی در عقیده‌اش شود بلکه مرتد کسی است که حتی در عقیده جدیدش احساس رضایت ندارد و به جای تلاش در راستای تحقق آن، در حال نفی و حمله به ایمان سابقش است.
استوارت رایت، نویسنده و جامعه‌شناس آمریکایی، ارتداد را یک پدیده منحصر به فرد و یک نوع تخطی مذهبی می‌داند که در آن مرتد با مخالفان ائتلاف می‌کند تا اختلاف را گسترش داده و برای حمله به گروه سابقش دست به فعالیت عمومی می‌زند.

## ارتداد و آزادی
از دیدگاه بسیاری از فقهای شیعه، شک کردن را نیز جزئی از ارتداد برشمرده‌اند. ابن حمزه طوسی می‌گوید: «کسی که پس از اقرار به صدق پیامبر دچار تردید شود یا بگوید نمی‌دانم پیامبر راستگوست یا دروغ گو، خونش مباح است» صاحب جواهر که یکی از برجسته‌ترین فقهای شیعه است صرف شک و تردید را موجب ارتداد دانسته. علامه حلی، کاشف‌الغطا و جمعی دیگر از علمای شیعه نیز شک را موجب ارتداد دانسته‌اند.
به عقیده منتقدان قوانینی که تغییر دین را محدود یا غیرقانونی می‌دانند در تناقض صریح با اعلامیهٔ جهانی حقوق بشر است.
هر انسانی محق به داشتن آزادی اندیشه، وجدان و دین است؛ این حق شامل آزادی دگراندیشی، تغییر مذهب [دین]، و آزادی علنی [و آشکار] کردن آئین و ابراز عقیده، چه به صورت تنها، چه به صورت جمعی یا به اتفاق دیگران، در قالب آموزش، اجرای مناسک، عبادت و دیده‌بانی آن در محیط عمومی یا خصوصی است و هیچ فردی حق اهانت و تعرض به فرد دیگری به لحاظ تمایز و اختلاف اندیشه ندارد.— اعلامیهٔ جهانی حقوق بشر، مادهٔ ۱۸
به اعتقاد مارسل بوازار-استاد حقوق دانشگاه ژنو-: «علت سخت‌گیری اسلام دربارهٔ مرتد شاید بدان جهت باشد که در نظام حکومتی و سیستم اداری جوامع اسلامی، ایمان به خدا صرفاً جنبه اعتقادی و درون قلبی ندارد، بلکه جزء بندهای پیوستگی امت و پایه‌های حکومت است، به طوری که با فقدان آن قوام و دوام جامعه اسلامی متلاشی می‌شود و مانند قتل یا فتنه و فساد است که نمی‌تواند قابل تحمل باشد.»
به اعتقاد جوادی آملی ارتداد آن است که کسی دین را از روی منطق و تحقیق می‌پذیرد، با این حال دین را به بازی بگیرد و از آن اعلام بیزاری کند. بنابراین شخص مرتد به صرفِ شک و تردید اعدام نمی‌شود بلکه در صورتی که با قول یا عملکرد کفرآمیز، ارتداد خود را اظهار کند و راه عناد و کج‌روی پیش گرفته و در صدد تضعیف آئین اسلام برآید؛ ولی کسی که در ظاهر شهادتین بر زبان جاری کرده تا زمانی که اظهار اسلام می‌کند، کسی حق تعرض به او را ندارد. بنا به نظر اسلام، احکام ارتداد در مورد کسانی که رد و انکار خود را آشکار و علنی نمی‌کنند، اجراء نمی‌شود. به‌علاوه اینکه از نظر اسلام تجسس در حریم خصوصی افراد و تفتیش عقاید حرام است.
عبدالکریم سروش در یک سخنرانی با ذکر این مسئله که توهین و ناسزا از مقوله آزادی بیان نیست و در واقع نوعی عمل است، دربارهٔ کتاب سلمان رشدی گفته‌است:
 در قصه سلمان رشدی، فارغ از هرگونه داوری، عده‌ای از او دفاع کردند و گفتند مسئله آزادی بیان است، ولی واقعاً این‌طور نیست. سلمان رشدی به پیامبر اسلام ناسزا گفته و اهانت کرده بود. او از آزادی بیان استفاده نکرده بود.
در قانون مجازات جمهوری اسلامی ایران، از ارتداد به‌عنوان جرم نام برده نشده و مجازاتی هم برایش تعیین نشده‌است؛ اما مراجع دینی احکامی در این باره صادر کرده‌اند.

## در قرآن
ارتداد به معنی «بازگشتن از دین اسلام» در چند آیه از قرآن مطرح شده، از آن میان در سوره مائده (۵:۵۴) و محمد (۴۷:۲۵) ارتداد مورد نکوهش قرار گرفته‌است. در سوره بقره (۲:۲۱۷) با تفضیل بیشتری به موضوع پرداخته شده، و مجازات مرتد در آخرت، حبط اعمال و عذاب جاودان دانسته شده‌است. در منابع روایی، اعم از کتب حدیث شیعه و اهل سنت احادیثی چند از قول و فعل پیامبر و دیگر بزرگان دینی دربارهٔ مجازات مرتد نقل شده‌است.
در قرآن مورد واضحی برای ارتداد از دین بعد از مسلمان شدن نگفته‌است. با این حال، این کتاب گروهی از مردم مدینه که مخفیانه بی اعتقاد بودند را منافق نامیده‌است. در سوره ۶۳ و همچنین ۲:۸تا۲۰ و ۳:۱۱۸ و ۹:۶۴تا۶۸ منافقین به عنوان باورمندان ظاهری و کافرهای باطنی توصیف شده‌اند. هیچ جریمه‌ای برای منافق تجویز نشده‌است تا زمانی که دست به شورش نزنند ولی در آخرت مجازات خشنی در انتظارشان است. قرآن در ۴»۸۸–۹۱ از مسلمانان خواسته که در صورت شورش منافقین، با آن‌ها بجنگند و آن‌ها را بکشند. در قرآن هیچ مجازاتی برای ناباور- به خودی خود - تعیین نگشته‌است.
در آیات مدینه‌ای، قرآن بین ایمان آوردن و اسلام آوردن تمایز قائل شده‌است. در قرآن ۴۹:۱۴، گروهی از بدویان را به عنوان مسلمان ولی نه مؤمن، توصیف کرده‌است. هر مؤمنی مسلمان است اما هر مسلمانی ممکن است مؤمن نباشد. این تمایز منجر به تقسیم‌بندی شرعی بین ایمان و اسلام یا تفاوت شرعی بین مسلمان (عضو جامعه اسلامی) در یک سو و مؤمن (کسی که به رستگاری آخرت عقیده دارد) در سوی دیگر شده‌است. مسلمان اگر مؤمن هم نباشد، حق دارد که وارث مسلمان دیگری شود، با زن مسلمان ازدواج کند، در غنایم جنگی سهیم شود، و در مراسم تدفین، بر سر جنازه اش نماز خوانده شود. اصطلاح مؤمن، که به ندرت نشانگر وضعیت حقوقی بود، موضوع مشاجره‌های جدلی بود و ممکن است به تحریم‌های اجتماعی مرتبط باشد، یعنی، این واقعیت که دیگران ممکن است از نماز خواندن پشت سر کسی که مظنون به پناه دادن کافر است، سرباز زنند.

## در حدیث

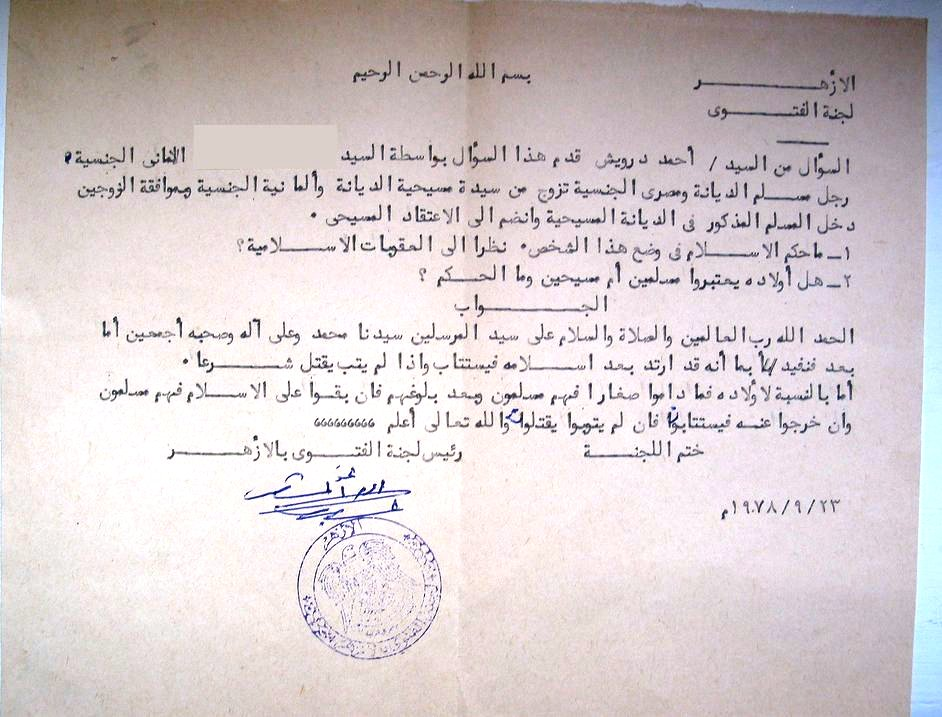
فتوای دانشگاه الازهر در جواب استفتاء در مورد سید احمد درویش برای خروج از اسلام و گرویدن به مسیحیت، در جهت تزویج با زن مسیحی آلمانی‌تبار: باید به مرد مهلت داد تا توبه کند، در غیر اینصورت، طبق شریعت اسلام، باید اعدام گردد. فرزندان این مرد هم، اگر بعد از رسیدن به سن بلوغ، مرتد شدند، باید اعدام گردند.

در طی نیمه اول قرن هجری/ نیمه هفتم قرن میلادی، مسلمانان موافق بودند که جریمه ارتداد در اسلام، مرگ است. به نقل از پسرعموی محمد (عبدالله بن عباس؛ مرگ ۶۸ ه‍.ق/۶۸۷–۸ م)، محمد گفت: «کسی که دینش را عوض کرد، بکشیدش» (مَن بَدَلَ دینَهُ فَقتُلهُ) یا «گردنش را بزنید» (فَضرِبو عُنقَهُ). در حدیث دیگری، پیامبر ارتداد را یکی از سه شرط کشتن جایزی می‌داند که مسلمانی می‌تواند، مسلمانی را بکشد.
به استناد حدیث دیگری از ابن‌عباس و عایشه، «کسی که دینش را ترک کرد و از جماعت جدا شد» را اجازه دارند تا خونش را بریزند؛ ولی هیچ نوع توافقی از اول با نوع اعدام صورت نگرفته‌است. از این رو عکرمه (درگذشت ۱۰۶ ه‍.ق/۷۲۴ م) و انس بن مالک (درگذشت ۹۱ ه‍.ق/ ۷۱۰ م) علی را برای سوزانیدن مرتدان سرزنش می‌کرده‌اند. برطبق حدیثی بر پایهٔ گفتهٔ ابن‌عباس در نقد علی خلیفه چهارم (حکمرانی ۳۵ تا ۴۰ ه‍.ق/۶۵۶ تا ۶۶۱ م) کسی که کافران یا مرتدان (زنادیق جمع زندیق) را می‌سوزانیده است، تأکید کرده‌است: «کسی که دینش را ترک کند، او را بکشید ولی با مجازات خدا- یعنی آتش (زدن)- کسی را مجازات نکنید». بر طبق حدیثی از عایشه، مرتدین باید کشته شوند، به صلیب کشیده شوند یا تبعید گردند. تهمت اشتباهی ارتداد همچنین قابل مجازات است. به‌علاوه، در تعدادی از گزارش‌های تاریخی، مجازات اعدام برای ارتداد اصحاب پیامبر ذکر شده‌است.

## در تاریخ  زندگانی محمد

سید حسین سودمند نوکیش مسیحی‌ای که در آذر ۱۳۶۸ در زندان مشهد به اتهام ارتداد، اعدام شد.

تاریخ نگاران اسلامی، در صدر اسلام، اسم تعدادی از مرتدها را آورده‌اند. آنگونه که از متون تاریخی به دست می‌آید پس از فتح مکه، محمد دستور اعدام ۴ مرتد را صادر کرد: عبدالله بن خطل، عبدالله بن سعد بن ابی سرح، مقیس بن صبابه یا حبابه، ساره. در مورد شخص چهارم که ذکر شد (ساره). جدا از جرم ارتداد. در بین مسلمانان برای کفار قریش جاسوسی می‌کرد و چندین بار به شخص پیامبر توهیناتی کرده بود. بنابراین او هم پیامبر را سب می‌نمود و هم برای دشمنان مسلمانان جاسوسی می‌کرد.

## در زمان خلافت خلفای راشدین
مشاجره دربارهٔ معنی مسلمان و مؤمن یکی از موضوع‌هایی است که منجر به اولین جنگ داخلی (۳۵–۴۰ ه‍.ق/۶۵۶–۶۶۱ م) شد. یک گروه (خوارج) ادعا کردند که گناه کبیره منجر به کفر می‌شود. یک گروه افراطی خوارج، گناهکارانی که گناه‌های کبیره انجام می‌دادند را کافر شمرده و قتل خلیفه عثمان (حک: ۲۳–۳۵ ه‍.ق/۶۴۴–۶۵۶ م) مشروع دانستند. باقی نوشته‌های خوارج بین کافر و مرتد، هیچ ارتباطی برقرار نمی‌کنند، ولی گناهکاران کبیره را هرگز مسلمان نشمرده و آنها را محروم از حمایت جامعه می‌دانند.

## تحلیل فقهی

عبدالحسین امینی و حسین قمی، احمد کسروی را مرتد اعلام کردند و او را مهدورالدم خواندند.

احادیث مجازات ارتداد در اسلام را گردن زدن، سوزاندن، به صلیب کشیدن یا تبعید شدن معرفی می‌کنند. برخی روایات سنتی اجازه می‌دهند تا شخص مرتد، توبه کند. قوانین شرعی اسلامی موافق جریمه اعدام (به‌طور سنتی توسط (شمشیر) برای مرتد مذکر که داوطلبانه اسلام را انکار می‌کند، هستند. علاوه بر این، ارتداد مشمول جرائمی است که قانون‌شکنی (حد، جمع آن حدود) محسوب می‌شود. برخی از مکتب‌های اسلامی اجازه می‌دهند تا مرتدان مؤنث را به جای اعدام، زندانی کنند. مکتب دربارهٔ این سؤال که آیا مرتدین اجازه، تشویق یا مجاز به انکار هستند، همان‌طور که دربارهٔ وضعیت دارایی مرتد بعد از مرگ یا تبعید آنچه می‌شود، نظر مختلفی دارند، ولی همگی متفق‌القول هستند که ازدواج فرد مرتد را باید باطل کرد. بر پایه منع قرآنیِ اجبار در اعتقاد به دین (۲:۲۵۷)، خیلی از متفکران جدید قانون مجازات اعدام برای ارتداد را به چالش کشیدند و امروزه کمتر از این قانون استناد می‌شود.
از نظر فقهی، در مجموع سه نوع ارتداد قابل فرض است: تحقق ارتداد با نیت و عزم صرف، ارتداد قولی و ارتداد فعلی؛ «تردد در کفر» نیز به صورت نخست ملحق شده‌است. از آنجایی که فقها مسئله ارتداد را ضمن مباحث حدود مطرح می‌سازند، اثبات این جرم را نیز منوط به اقرار مجرم، یا شهادت شاهد می‌دانند.
انکار امر ضروری دین موجب ارتداد شناخته شده‌است، اما تحقق ارتداد به انکار ضروری مذهب مورد اختلاف است. شهید ثانی مخالفت با اجماع را مصداق انکار ضروریات نمی‌داند، مگر مخالفت با اجماع بر سر مسئله‌ای که از ضروریات دین به‌شمار آید، و نیز اجماع مورد نظر می‌باید توسط اهل حل و عقد از مسلمانان تحقق یافته باشد. از طرف دیگر، صاحب جواهر نظریه صاحب کشف اللثام را مبنی بر اینکه مسئله مورد انکار بر طبق اعتقاد منکر باید از ضروریات دین محسوب گردد و سپس انکار نماید و الا انکار به حساب نمی‌آید، مورد نقد قرار داده‌است و اعتقاد منکر را دخیل در تحقق عنوان ضروری دین نمی‌داند.
به گفتهٔ محقق داماد، به‌طور کلی از مجموع کلمات فقها چنین استنباط می‌شود که منزلت نزد فقیهان، خصوصاً فقهای امامیه، مقامی است برزخ بین اسلام و کفر که وی را بالاتر از کافر و فروتر از مسلمان می‌شمارند و از این رو چنین تعبیر می‌کنند که مرتد «فوق الکافر و دون المسلم» است.

## مرتد ملی و فطری
از نظر فقهای امامیه دو نوع مرتد وجود دارد: فطری و مِلی. اگر مسلمان زاده‌ای از دین خود روگردان شده، کفر ورزد، از نوع نخست به‌شمار می‌آید و اگر کافری پس از گرویدن به اسلام به کفر بازگردد، به عنوان مرتد ملی شناخته می‌شود. این تقسیم‌بندی نزد فقهای شیعه از آنجاست که بین دو نوع مرتد از نظر مجازات تفاوت قائل شده‌اند، اما فقهای اهل سنت برای هر دو مجازات یکسانی مطرح کرده‌اند.
معیار فقهای امامیه برای تشخیص فطری بودن مرتد یکی از این عناصر است: انعقاد نطفه در خانواده مسلمان، ولادت از والدین مسلمان، بلوغ در دامان پدر و مادر مسلمان، صاحب جواهر مشروحاً به نقد نظریات مختلف پرداخته و عنصر «انعقاد نطفه» را ترجیح داده‌است؛ بر این پایه، اگر والدین طفل پس از انعقاد مرتد گردند، وی همچنان فطرتاً مسلمان خوانده می‌شود.

## حکم ارتداد
در کتب فقهی شرایطی برای مرتد منظور گشته که هدف از برشمردن آنها، بیان مصداق مرتد شرعی است که با فقدان هر یک از شروط، موضوع ارتداد شرعاً منتفی خواهد بود و مجازات به اجرا در نخواهد آمد. در منابع فقهی شیعه بلوغ، عقل، اختیار و قصد از شرایط اصلی ارتداد به‌شمار آمده‌است. از مکاتب اهل سنت، شافعیه نیز همین شرایط را منظور داشته‌اند، اما مالکیه در مورد اشتراط بلوغ اختلاف نظر دارند و حنابله و حنفیه بلوغ را شرط نمی‌دانند. در هر حال با توجه به شرایط ذکر شده، مجنون، مُکره، مضطر و امثال آن هیچ‌گاه مرتد شناخته نمی‌شوند.

### شیعه
فقهای امامیه علاوه بر اعدام، عقوبتهای زیر را برای مردی که مرتد فطری است در نظر گرفته‌اند: جدایی از همسر و تقسیم اموال بین ورثه. در کتب فقهی برخی جزئیات دربارهٔ این مجازات‌ها، چون مسئله قبول توبه مرتد وعده وفات همسر مورد بررسی قرار گرفته‌اند. ادله مورد تمسک در احکام این باب، علاوه بر اجماع، شماری از روایات هستند. اما چنانچه مردی مرتد ملی باشد، مهلتی برای توبه نمودن او مقرر است و تنها در صورت سرباز زدن از توبه مجازات می‌گردد. در صورت تکرار ارتداد برای بار سوم اعدام او واجب است. مرتد ملی در صورت توبه از کفر خویش، از حکم محجور شدن از تصرف در اموال و فسخ عقد نکاح برکنار خواهد بود، گرچه تجدید عقد با زوجه‌اش نیاز به انقضای مدتی برابر عده طلاق دارد. تمام احکام یاد شده مربوط به مرد مرتد است، اما زنی که مرتد گردد در مورد مجازات وی از نظر فقهای امامیه تفاوتی بین مرتد ملی و فطری وجود ندارد.

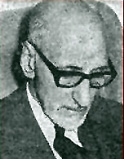
علی دشتی به دلیل انتشار کتاب ۲۳ سال شکنجه و به اعدام، محکوم شد.

### اهل سنت
فقهای مکاتب چهارگانه اهل سنت با یکدیگر موافق هستند که فرقی میان مرتد ملی و فطری نیست. در مورد مجازات مرتد نیز نسبت به مهلت دادن برای توبه و سپس اعدام در صورت عدم توبه، تردید نموده‌اند، اما نسبت به جزئیات این احکام نظیر واجب بودن یا مستحب بودن مهلت برای توبه، چگونگی تقسیم اموال مرتد، اختلاف نظرهایی به چشم می‌خورد.

#### حنفی

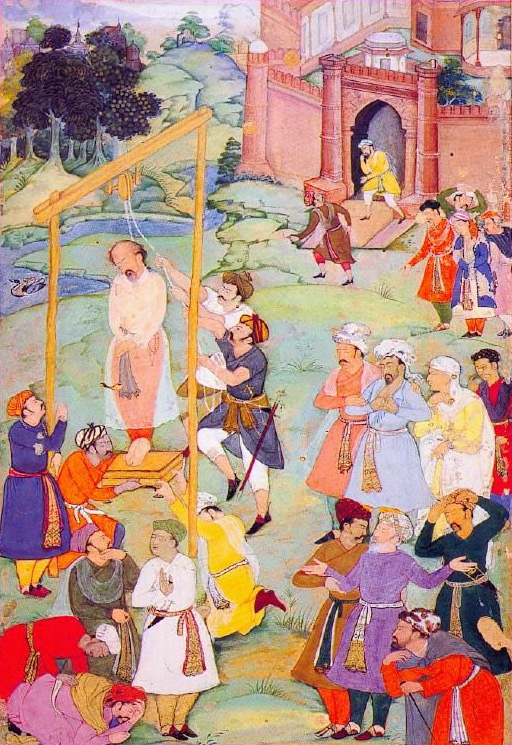
منصور حلاج به خاطر اعتقادات صوفی گرایانه ش، اعدام شد.

در دیدگاه حنفیه، مستحب است حاکم شرع، اسلام را بر مرتد عرضه نماید تا شبهه‌اش برطرف گردد. مهلتی که برای توبه مرتد در نظر گرفته می‌شود، ۳ روز است که این ایام را در حبس سپری می‌سازد و اگر پس از انقضای مدت توبه نکرد، مجازات خواهد شد. البته حنفیان مهلت دادن به مرتد را تنها در دو صورت مستحب شمرده‌اند: حاکم امیدوار به توبه وی باشد، یا مرتد شخصاً تقاضای مهلت کند. زن مرتد به هیچ وجه کشته نمی‌شود و مجازاتش تنها حبس است. به‌طور کلی با تحقق ارتداد مالکیت مرتد از میان می‌رود تا هنگامی که شخص توبه کند؛ اما اگر کشته شد، اموال به دست آمده در زمان اسلامش به وارثان مسلمانش تعلق می‌گیرد و اموالی که در زمان ارتداد به دست آورده، به بیت المال می‌رسد.

#### شافعی
بین شافعیان دربارهٔ وجوب دادن مهلت توبه و استحباب آن اختلاف نظر وجود دارد. قائلان به وجوب در اکثریتند و معتقدان به استحباب اقلیت را تشکیل می‌دهند. در خصوص مدت مقرر برای توبه مرتد نیز نظریات یکسان نیست. گروهی ۳ روز را مد نظر قرار داده، و عده‌ای آن را همان نخستین زمانها در محکمه محدود نموده‌اند. با این حال، شافعیان به اتفاق آراء معتقدند که مرتد در صورت ابا کردن از توبه کشته خواهد شد و در این حکم بین زن و مرد تفاوتی نیست. در مورد اموال مرتد نیز برخی با تحقق ارتداد حکم به خروج اموال از ملک مرتد داده‌اند و گروهی دیگر معتقدند که در صورت عدم توبه، چنین حکمی جاری خواهد بود؛ بر این پایه، در واقع با کشته شدن مرتد، کشف می‌گردد که اموالش از ملک وی خارج شده‌است. به هر حال اموال مرتد در صورت خلع ید وی به بیت المال سپرده می‌شود و هیچ وارثی حق ارث بردن از او را ندارد.

#### حنبلی

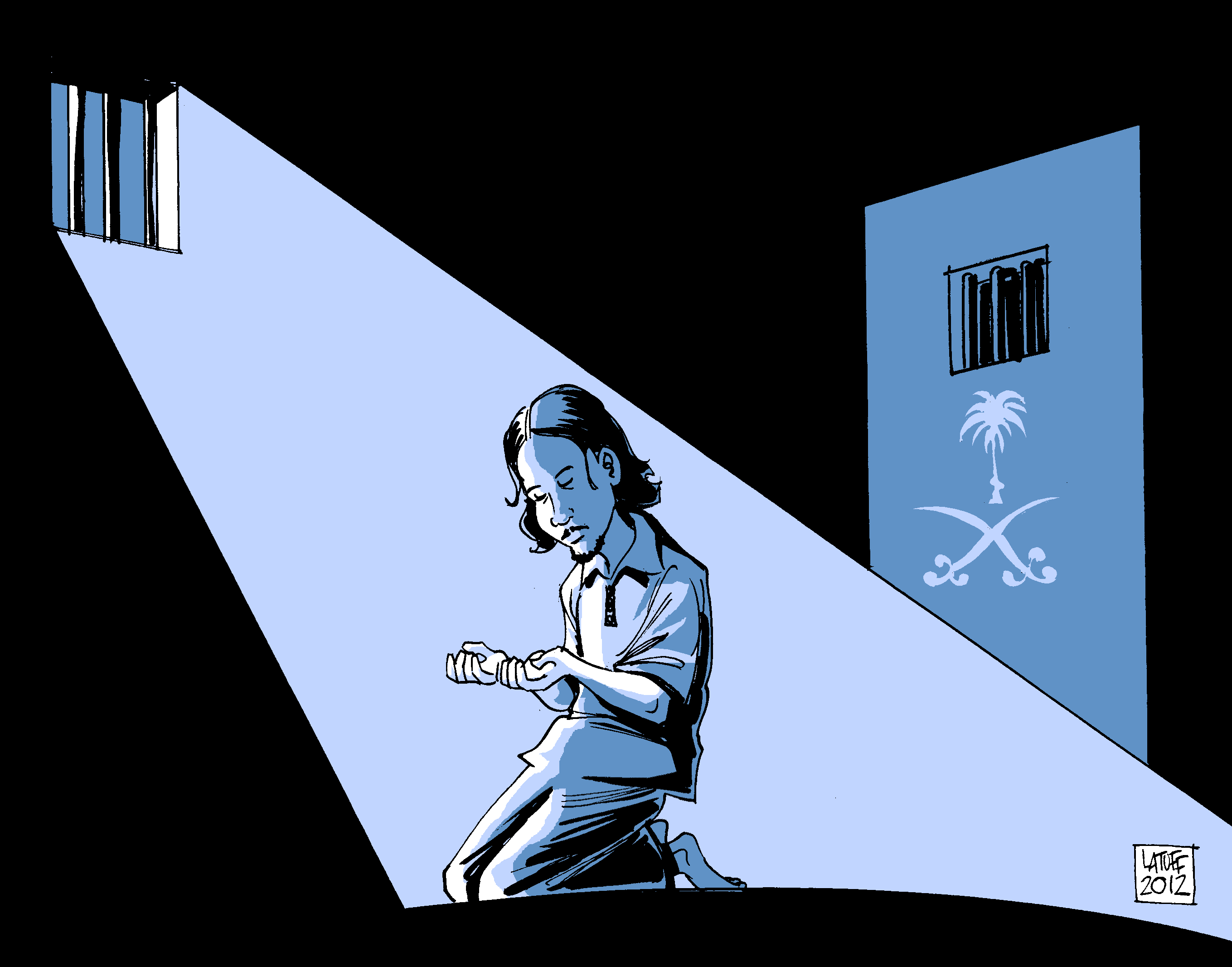
حمزه کاشغری، شاعر عربستانی که به دلیل توهین به محمد در توئیتر، از عربستان سعودی گریخته بود، در مالزی دستگیر و به کشورش دیپورت شد. او تا ۲ سال در زندان به سر برد که پس از آن آزاد شد

فقهای حنبلی نسبت به وجوب دادن مهلت یا استحباب آن اختلاف عقیده دارد، اما در هر صورت مدت مهلت را همان ۳ روز دانسته‌اند. مرتد ایام مهلت را در حبس سپری می‌سازد و توبه او می‌باید از روی میل باطنی صورت پذیرد، اما اگر وی در اثر اکراه، تن به توبه دهد، جستجو از حقیقت این توبه لازم نیست. نزد این فقیهان، مرتد در صورت نپذیرفتن توبه مجازات خواهد شد، و در این حکم بین زن و مرد تفاوتی نیست. حنبلیان سلب مالکیت از مرتد را جایز نمی‌شمارند ولی با تحقق ارتداد وی را از تصرف در اموالش ممنوع می‌سازند و در صورت کشته شدنش، تمامی اموال او را به بیت المال می‌سپارند.

#### مالکی
از دیدگاه مذهب مالکی واجب است که حاکم شرع، اسلام را بر مرتد عرضه کند و از وی بخواهد تا توبه نماید. به مرتد ۳ روز مهلت داده خواهد شد تا دست از کفر خویش بشوید. این مهلت از روز اثبات کفر در محکمه شروع می‌شود، نه از روز کفر ورزیدن. ایام مهلت را مرتد در حبس سپری خواهد کرد، اما بدون اینکه مورد خشونت یا آزار قرار گیرد. خوراک و آشامیدنی به هزینه مرتد در اختیارش قرار خواهد گرفت. در اجرای این مجازات تفاوتی بین مرد و زن نیست؛ تنها تفاوتی که مالکیان برای زن مرتد قائل شده‌اند این است که مهلت توبه وی گذشتن ایام عادت ماهانه است تا شبهه وجود حمل نیز بر طرف گردد.

## موارد اتهامی

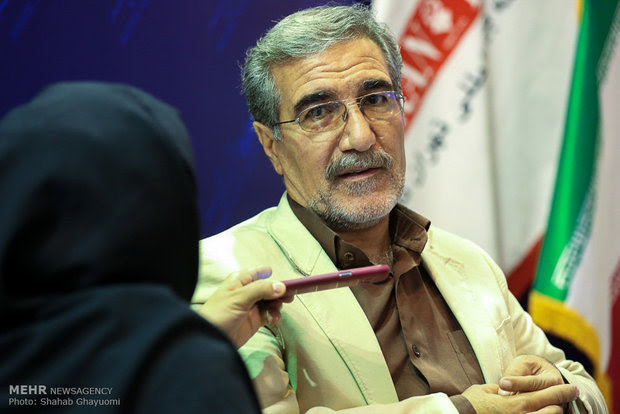
مهدی دیباج به دلیل گرویدن به مسیحیت، به دست مأموران جمهوری اسلامی، کشته شد.

بر طبق مصوبه مجلس شورای اسلامی در سال ۱۳۸۶، کسانی که از دین اسلام خارج شوند، در صورتی که یکی از والدینشان مسلمان باشد، حکمشان اعدام است.
- منصور حلاج به دلیل عقیده صوفیانه‌اش به ارتداد محکوم و اعدام شد.
- علی دشتی توسط نظام جمهوری اسلامی ایران به دلیل نوشتن کتاب ۲۳ سال شکنجه شد و به اعدام محکوم شد.[۸۴]
- حسین سودمند نخستین کشیش ایرانی که در دورهٔ معاصر به اتهام اعتقادی، اعدام شد. وی در دوران خدمت سربازی به مسیحیت گرَوید و پس از انقلاب اسلامی به زندان افتاد و پس از سال‌ها در بند بودن و پایداری بر عقیدهٔ خود، در ۳ دسامبر ۱۹۹۰ در مشهد، اعدام شد.
- هاشم آقاجری در ایران، به سال ۱۳۸۱، به دنبال سخنرانی در دانشگاه همدان، با موضوع «پروتستانتیسم اسلامی»، به «ارتداد» متهم، بازداشت و ماه‌ها زندانی شد. دادگاه اولیه هاشم آقاجری را به اعدام محکوم کرد اما این حکم در دیوان عالی کشور نقض شد. اما دادگاه همدان برای دومین بار او را به اعدام محکوم کرد.[۹۱]
- آقای م. صفری مقدم، در سال ۸۳ در دادگاهی در استان اصفهان، محاکمه شد و حکم صادره از دادگاه به دلیل ارتباط با کلیساهای خارج از ایران و تبلیغ علیه نظام، در سایه بی‌خبری و نبودن وکیل و سازمان حقوق بشری، محکوم به هشتاد و دو ضربه شلاق و نیز چهار سال تبعید شد.
- مریم رستم‌پور و مرضیه امیرزاده، در ایران، به تاریخ ۱۵ اسفند ماه ۱۳۸۷ (۵ مارس ۲۰۰۹) به دلیل ارتداد، دستگیر شدند[۹۲][۹۳][۹۴] که با فشار جامعه بین‌المللی، پس از ۲۵۹ روز حبس، آزاد شدند.
- مریم یحیی ابراهیم اسحاق در سودان در سال ۱۳۹۳ به خاطر گرویدن به دین شوهرش (مسیحیت) به اعدام محکوم شد.[۹۵]
- محسن امیراصلانی روان‌شناسی که به اتهام خرافی دانستن زنده ماندن یونس در شکم ماهی، در سال ۱۳۹۳ اعدام شد.
- رافق تقی و سمیر صداقت اوغلو، دو تن از کشور جمهوری آذربایجان، از سوی فاضل لنکرانی به دلیل توهین به پیامبر مسلمانان، مرتد و کافر شناخته شده شدند.[۹۶]
- اتحادیه بین‌المللی انسان و اخلاق، در اولین گزارشی که سال ۲۰۱۲ منتشر کرد، اعلام کرد که هفت نفر به خاطر «کفر»، «ارتداد»، یا تغییر دین اعدام شده‌اند که برخی هم به صورت گردن زدن در ملاء عام بوده‌است.[۹۷]
- مهدی دیباج به دلیل گرویدن به مسیحیت، در ۱۹۹۴ توسط تیم ترور قتل‌های زنجیره ای به قتل رسید.
- یوسف ندرخانی به دلیل گرویدن به مذهب مسیحیت و کشیش شدن (تبلیغ مسیحیت) به ارتداد و اعدام محکوم گشت که با فشار بین‌المللی حکمش باطل شد.
- در مه ۲۰۱۲، شاهین نجفی، خواننده و شاعر به دلیل خواندن ترانه نقی با واکنش‌هایی از سوی روحانیون شیعه روبه‌رو شد. برخی از مراجع تقلید، وی را مرتد و ترانه‌اش را مصداق سب النَّبی اعلام کردند. دست‌کم چهار فتوای شرعی به عنوان حکم ارتداد خواننده رپ شاهین نجفی منتشر شده است. از اینها دو حکم ارتباط مستقیمی با نجفی ندارد و حتی یک فتوا پیش از پخش ترانه‌ی "آی نقی" او صادر شده بودند. از میان سه فتوایی که به نقل از ناصر مکارم شیرازی، جعفر سبحانی و سید محمدصادق روحانی منتشر شد آخری اشاره‌ی مستقیمی به خواننده رپ ایران و ترانه‌ی او نکرده است.[۹۸][۹۹][۱۰۰][۱۰۱]
- در شهر پیشاور کشور پاکستان، فردی که متهم به توهین به مقدسات شده بود، توسط فرد مسلمانی کشته شد.[۱۰۲]
- محمّد.جعفر.ی.د در ۲۶ مهر ۱۴۰۱ شمسی (۱۹ اکتبر ۲۰۲۲ میلادی) به علت سب‌النبی و کفرگویی به پیامبر اسلام در خلال برگزاری کلاس‌های آموزشی حقوق بشر و حقوق شهروندی به اعضای جامعه بهائیت و تکثیر کتب آموزشی و مبلغ ادیان مسیحیت و بهائیت با فتوای سه تن از علمای شیعه و به حکم دادگاه انقلاب تهران به عنوان مهدور‌الدم شناخته و به اعدام محکوم شد.[۱۰۳]
- دوشنبه هجدهم فروردین 1402، یوسف مهراد و سید صدرالله فاضلی زارع، که پیشتر از بابت اتهام «سب النبی» به اعدام محکوم شده بودند، در زندان اراک به دار آویخته شدند.[۱۰۴][۱۰۵] یوسف مهراد از سوی قوه قضاییه به «ارتداد فطری» نیز متهم شده بود.[۱۰۶]
- یک پایگاه خبری اماراتی گزارش داد که یک مرد ۲۰ ساله عربستانی دریک دادگاه محلی در شهر «حفر الباطن» در شمال شرق عربستان به دلیل توهین به پیامبر مسلمانان و پاره کردن صفحات قرآن به اعدام محکوم شده است،به گفته روزنامه الشرق عربستان این مرد به اتهام پاره کردن یک جلد قرآن و فیلمبرداری و پخش آن در شبکه های اجتماعی به مرگ محکوم شده است.[۱۰۷][۱۰۸]